# Viseu (tỉnh)
Tỉnh Viseu (phát âm tiếng Bồ Đào Nha: [viˈzew], tiếng Bồ Đào Nha: Distrito de Viseu) là một tỉnh của Bồ Đào Nha. Thủ phủ tỉnh đóng tại thành phố Viseu.

## Các khu tự quản
Tỉnh gồm 24 khu tự quản:
| - Armamar - Carregal do Sal - Castro Daire - Cinfães - Lamego - Mangualde - Moimenta da Beira - Mortágua - Nelas - Oliveira de Frades | - Penalva do Castelo - Penedono - Resende - Santa Comba Dão - São João da Pesqueira - São Pedro do Sul - Sátão - Sernancelhe - Tabuaço - Tarouca | - Tondela - Vila Nova de Paiva - Viseu - Vouzela |

Bản mẫu:Khu tự quản của tỉnh